# Le Naïf aux quarante enfants (roman)
Pour les articles homonymes, voir Le Naïf aux quarante enfants.
Le Naïf aux quarante enfants est un roman de Paul Guth, publié en 1955 aux éditions Albin Michel.

## Résumé
Ce roman raconte l'histoire d'un jeune professeur de lettres débutant et ingénu. Il essaie de rendre son cours passionnant pour ses élèves, ses « quarante enfants ».  
Entre autres, il fait découvrir aux enfants le poète François Villon, mais le directeur de l'école lui fait comprendre qu'il y a d'autres auteurs moins sulfureux à enseigner aux enfants. Pour montrer le peu d'importance de ce poète, le proviseur lui montre le nombre de pages (une seule) qui est consacré à ce poète dans le livre décrivant le programme scolaire.

## Place du roman dans la série «Le Naïf»
- 1953 : Mémoires d'un naïf
- 1954 : Le Naïf sous les drapeaux
- 1955 : Le Naïf aux quarante enfants
- 1956 : Le Naïf locataire
- 1957 : Le Mariage du naïf
- 1958 : Le Naïf amoureux
- 1959 : Saint Naïf

## Éditions
- Le Naïf aux quarante enfants. Première édition : éditions Albin Michel, Paris, 1955, 272 p. [pas d'ISBN].

## Adaptation au cinéma
Le roman a fait l'objet d'une adaptation cinématographique, sortie en 1958, sous le même titre, dans un film réalisé par Philippe Agostini.